# Пінополіуретан

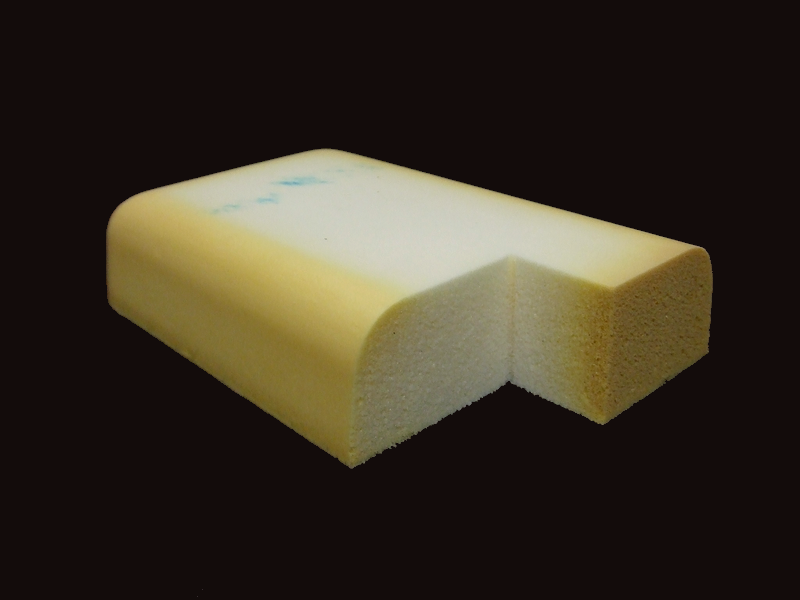
Заготовка з пінополіуретану

Пінополіуретан — синтетичний пористий матеріал на основі поліуретану, що на 85-90 % складається з інертної газової фази. Залежно від виду вихідного поліуретану може бути жорстким або еластичним («поролон»). Матеріал здатний протистояти найагресивнішим мікроорганізмам і середовищам.

## Застосування
Широкий рецептурний діапазон пінополіуретану дозволяє отримувати матеріал з різноманітною щільністю та унікальними фізико-механічними властивостями.
За теплоізоляційними характеристиками покриття з пінополіуретану переважають усі відомі матеріали (наприклад, цегляну стіну товщиною 64 см може замінити, за теплопровідністю, стіна з пінополіуретану товщиною 3,5 см.).

### Для ізоляції покрівлі
Пінополіуретан наноситься на поверхню в рідкому вигляді під тиском. На об'єктах він виробляється за допомогою спеціальних мобільних установок. Компоненти шлангами високого тиску надходять у пістолет, у результаті змішування утворюють суміш, яка спінюється і з точним дозуванням надходить на суху, чищену від пилу поверхню. За кілька хвилин піна твердне, покриття стає твердим. При такому покритті покрівлі існує економія часу і значна економія грошових ресурсів. Окупність покрівлі, ізольованої з використанням пінополіуретану, становить, в середньому, 5 років за рахунок зниження витрат на опалення.

### Сендвіч-панелі
Пінополіуретан, а точніше його модіфікований варіант - пінополіізоцианурат (PIR) використовується як структурний утеплювач при виробництві сендвіч-панелей. Сендвіч-панелі з пінополіуретану зручні в монтажі завдяки малій вазі (в більшості випадків щільність пінополіуретану в панелях становить від 32 до 40 кг/м3) і мають підвищені порівняно з мінеральною ватою енергозберігаючи характеристики (λ = 0,020-0,022 Вт/мК). Пінополіуретан не вбирає вологу, тому може успішно застосовуватися в панелях для мийок, басейнів, виробництв з підвищеною вологістю (солодові цехи певних виробництв, грибні ферми тощо), а також об’єктів, розташованих поблизу водойм.
Пінополіуретан відноситься до горючих матеріалів (група горючості Г1) і схильний до поширення полум’я (група М1-М2), а вогнестійкість сендвіч-панелей з пенополіуретановим наповнювачем становить EI15. У свою чергу пінополіізоціанурат (PIR) являє собою нове покоління поліуретанових наповнювачів з підвищеними параметрами вогнестійкості до EI60. 

### Інші застосування
Поліуретан використовують при виготовленні панелей, ізоляційних блоків різноманітного призначення, герметизації міжпанельних стиків у будинках, здійснюють ізоляцію холодильних і морозильних камер, підвалів, стель, мансард, саун, лазень.
Жорсткі пінополіізоціануратні (модіфікований поліуретан)) плити є одним з найкращих матеріалів для термоізоляції стін, фасадів, покрівлі та підлоги в житлових та комерційних будівлях. PIR дуже легкий, має замкнуту чарункову структуру та є паронепроникним негігроскопічним матеріалом, тому утеплення конструкцій будівлі може здійснюватися зовні чи зсередини.
На одному кілометрі ізольованого пінополіуретаном теплопроводу діаметром 100 мм економиться 100 тонн умовного палива щороку.